# 镶蓝镶红联合旗
镶蓝镶红联合旗，中华人民共和国旧旗名。
清代是八旗察哈爾的右翼四旗，民國時劃歸綏遠，故稱綏東四旗。1950年以察哈尔右翼镶蓝旗和察哈尔右翼镶红旗合置。治所在卓资山（今内蒙古自治区卓资县卓资山镇）。1954年改名察哈尔右翼中旗，迁治科布尔。